# Euodynerus aspra
Euodynerus aspra är en stekelart som först beskrevs av Iordani Soika 1961.  Euodynerus aspra ingår i släktet kamgetingar, och familjen Eumenidae. Inga underarter finns listade i Catalogue of Life.